# Chester Moore Hall
Chester Moore Hall (né le 9 décembre 1703 à Leigh, Essex, Angleterre, mort le 17 mars 1771 à Sutton, Surrey) était un juriste britannique qui a inventé les premières lentilles achromatiques en 1729 ou 1733.
Il a utilisé ces lentilles achromatiques pour fabriquer la première lunette astronomique sans aberrations chromatiques (distorsion des couleurs).
Il a vécu à New Hall, Sutton (Essex).
Son nom a été également orthographié Chester Moor Hall, et Chester More Hall.